# ナバロンの要塞 (曲)
「ナバロンの要塞」（ナバロンのようさい、Guns of Navarone）は、1961年公開の同名の映画のテーマ曲。ジャマイカのスカタライツが1965年にシングルとして発表し、2年後にヒット。スカの楽曲として知られるようになった。

## 概要
1961年、英米合作の映画『ナバロンの要塞』が公開。同年7月にサウンドトラック・アルバムが発売され、ディミトリ・ティオムキン作曲の映画のテーマ曲に、ポール・フランシス・ウェブスターが物語の内容に則した歌詞を付けたバージョンが収録された。「ザ・ミッチ・ミラー・シンガロング・コーラス」名義で歌がのっている。
1965年、ジャマイカのスカタライツが「Roland Alfonso and the Studio One Orchestra」名義でシングルとして発売。同年3月、イギリスでもアイランド・レコードから発売された。スカタライツのバージョンは1967年春、全英シングルチャートで36位を記録。6週間チャートインした。
1980年1月11日、スペシャルズが5曲入りのライブEP『Too Much Too Young』を発売。「ナバロンの要塞」はA面2曲目に収録された。同EPは全英シングルチャートの1位を記録。またアイルランドでも3位を記録した。